# Zakoéoua
Zakoéoua est une localité située au sud-ouest de la Côte d'Ivoire et appartenant au département de Soubré, dans la Région du Bas-Sassandra. La localité de Zakoéoua est un chef-lieu de commune.